# Tank Girl
Tank Girl ist die Titelheldin der gleichnamigen britischen Comicreihe. Die Comics wurden 1988 von Zeichner Jamie Hewlett und Autor Alan Martin geschaffen.

## Inhalt
Die Geschichten um Tank Girl, die mit teilrasiertem Schädel und Punk-Kleidung nach außen als hart und rücksichtslos gezeichnet wird, ihren Freunden gegenüber aber durchaus als solidarisches Individuum auftritt, spielen in einer von Meteoriten zerstörten Wüstenlandschaft Australiens im Jahr 2033. Tank Girl durchlebt eine Odyssee unter veränderten Vorzeichen – die Sirenen etwa treten als Gothic-Band auf. Die Titelfigur wird von ihrem Freund, dem Kängurumenschen Booga, begleitet und haust in einem Kampfpanzer.

## Veröffentlichung und Adaptionen
Die Erstveröffentlichung von Tank Girl erfolgte 1988 in dem britischen Comicmagazin Deadline, wo der Comic sich sehr schnell großer Beliebtheit erfreute. Der US-amerikanische DC-Imprint Vertigo veröffentlichte ab 1995 mehrere Hefte mit den Untertiteln The Odyssey und Apocalypse. Eine deutschsprachige Fassung erschien 1995/96 beim Ehapa-Verlag unter seinem Imprint Feest Comics.
Tank Girl wurde im Jahr 1995 unter demselben Titel verfilmt; die Titelrolle spielte die US-amerikanische Schauspielerin Lori Petty. Zur Filmveröffentlichung gab der Feest Verlag eine zugehörige Comic-Adaption von Peter Milligan und Andy Pritchett mit dem Titel Tank Girl – Der Film heraus.
In 2007 schrieb Martin gemeinsam mit dem australischen Künstler Ashley Wood eine vier Ausgaben umfassende Miniserie mit dem Titel Tank Girl: The Gifting, die bei IDW Publishing veröffentlicht wurde.
2012 wurde unter dem Titel The Hole Of Tank Girl bei Titan Books eine Gesamtausgabe der Arbeiten von Hewlett und Martin veröffentlicht.
Seit 2021 erscheinen Nachdrucke der Serie bei Kult Comics.

## Rezeption
Jan Grambow, Mitarbeiter bei Marcel Feiges Comic-Lexikon, sieht in Tank Girl trotz „Schlampenpower im Anarchofunlook [...] nur eine Jungenphantasie“.